# Mollinedia campanulacea
Mollinedia campanulacea är en tvåhjärtbladig växtart som beskrevs av Louis René Tulasne. Mollinedia campanulacea ingår i släktet Mollinedia och familjen Monimiaceae. Inga underarter finns listade i Catalogue of Life.